# Vetoreanimacja
Vetoreanimacja – czwarty studyjny album polskiego zespołu hip-hopowego V.E.T.O., którego premiera odbyła się 27 października 2014 roku. Wydawnictwo ukazało się nakładem wytwórni Stojedenaście.
Projekt okładki wykonał Urban Godlewski. Autorem zdjęcia jest Piotr Zgoła. Wśród zaproszonych gości na płycie znaleźli się m.in.: Diox, Obywatel MC, Franek (Stereofonia), Fabster (WTM), DJ Soina oraz reprezentujący kieleckie podziemie: SBF, Enero Faust NS, W.A.M., Dżodżo, Jogas i Geny. Za warstwę muzyczną odpowiedzialni są: Sakier, Fabster, LuckyLoop, Gruby, 200kila, Młodociany, KaWueS, Młody G.R.O. czy DJ 600V.

## Lista utworów
Źródło.
1. "Intro" (skrecze: DJ Soina) (prod. Sakier)
2. "V.E.T.O. Vraca" (skrecze DJ Soina) (prod. LuckyLoop)
3. "Uwaga pomysł!" (prod. Gruby)
4. "Miasto zepsute do szpiku kości" (prod. Sakier)
5. "Sezon pełen pokus" (prod. 200kila)
6. "Ballada o..." (gości. SBF, Faust, W.A.M., Dżodżo, Jogas, Geny) (prod. Młodociany)
7. "Ja to mam szczęście" (gości. Franek) (prod. DJ 600V)
8. "Takie czas"y (prod. Młody G.R.O.)
9. "Widziałbym się tam" (prod. Sakier)
10. "Co to był za dzień" (gości. Diox) (prod. Fabster)
11. "Mam ochotę na chwileczkę zapomnienia" (prod. Sakier)
12. "Sądy, urzędy..." (prod. KaWueS)
13. "Jestem kim byłem" (gości. Obywatel MC) (prod. Sakier)
14. "Kamyk Zielony 2" (gości. Franek) (prod. Fabster)
15. "Kocha, nie poczeka" (gości. Fabster) (prod. Fabster)
16. "Marzy mi się świat..." (prod. Sakier)